# 新北市私立中華高級商業海事職業學校
新北市私立中華高級商業海事職業學校，簡稱中華商海，位於台灣新北市萬里區。

## 校史
- 1967年7月華亞之聲社中華基督教便以利教會創辦台北縣私立榮恩中學。
- 1977年8月奉准改制為中華高級海事職業學校，開設航海、輪機兩科。
- 1983年8月改名為中華商船職業學校。
- 1991年4月改名為中華商業海事職業學校，先後增設海洋觀光、資料處理、電子通訊及普通科。
- 1995年5月陸續增設商業經營、餐飲管理、應用外語（英語、日語組）及美髮技術等科。
- 2000年8月增設幼兒保育科，停辦航海科。
- 2005年2月增設餐飲科建教班。
- 2007年12月復設海事類航海科。
- 2009年劉渝生擔任校長，復設海事類輪機科、實用技能班之旅遊事務科及文書處理科。
- 2010年鍾玉科擔任校長，翌年增設觀光科建教合作班。
- 2020年春保森拉天時總裁廖萬隆先生擔任董事長。
- 2020年彭朋薰擔任校長。
- 2021年9月成立棒球隊，於第12屆中信盃黑豹旗全國高中棒球聯賽闖入全國32強。
- 2024年12月，籃球隊獲得113學年度全國高中籃球聯賽乙組新北市第四名，北區複賽16強成績。
- 2025年李自權擔任代理校長

## 科系
- 輪機科
- 航海科
- 餐飲科

## 外部連結
- 私立中華高級商業海事職業學校 （页面存档备份，存于）
- 中華商海招生資訊網 （页面存档备份，存于）
- 中華商海臉書粉絲專頁 （页面存档备份，存于）